# Vozvrasjtjenie Maksima
Vozvrasjtjenie Maksima (russisk: Возвращение Максима, da.: Maxims tilbagevenden) er en sovjetisk film fra 1937 instrueret af Grigorij Kozintsev og Leonid Trauberg.
Vyborgskaja storona (russisk: Выборгская сторона, da.: Vyborgsiden) er en sovjetisk film fra 1939 af instrueret af Grigorij Kozintsev og Leonid Trauberg.
Filmen er anden del af Maxim-trilogien (efter Junost Maksima (da.: Maxims ungdom) og før Vyborgskaja storona (da.: Vyborgsiden).

## Medvirkende
- Boris Tjirkov - Maksim
- Valentina Kibardina - Natasja
- Anatolij Kuznetsov
- Aleksandr Zrazjevskij - Vassilij Kuzmitj Jerofejev
- Aleksandr Tjistjakov - Misjjenko
- Mikhail Sjarov - Platon Vasiljevitj Dymba, kontorist, og "kongen af St. Petersborgs billard"